# Os Sofrimentos do Jovem Werther
Os sofrimentos do jovem Werther ou no original em língua alemã Die Leiden des jungen Werthers (1774) é um romance de Johann Wolfgang von Goethe. Marco inicial do romantismo, considerado por muitos como uma obra-prima da literatura mundial, é uma das primeiras obras do autor, de tom autobiográfico — ainda que Goethe tenha cuidado para que nomes e lugares fossem trocados e, naturalmente, algumas partes fictícias acrescentadas, como o final.
Neste livro, o suposto   Werther envia, por um longo período, cartas ao narrador, que, em notas de rodapé, afirma que nomes e lugares foram trocados.
O romance é escrito em primeira pessoa e com poucas personagens.  Após a sua primeira publicação,  em 1774, teria ocorrido, na Europa, uma onda de suicídios,  atribuída à influência do personagem de Goethe, que foi chamada "efeito  Werther". No entanto, esse impacto do romance  sobre o número de suicídios nunca foi  demonstrado. Apenas mais recentemente foram realizadas tentativas científicas de examinar a existência desse  possível efeito de Werther.

## Enredo
Werther é marcado por uma paixão profunda, tempestuosa e desditosa. Werther vê seus sentimentos correspondidos mas sofre com a impossibilidade de consumá-los,  pois o objeto do seu amor, a jovem   Charlotte, fora prometida a outro homem. Há fortes indícios de a obra tenha detalhes autobiográficos, pois Goethe teve um relacionamento de forte amizade com Charlotte von Stein, casada com outro homem. Para Werther, a vida só tem sentido com sua amada. A cada gesto, dança e até mesmo em meio a bofetadas, Werther se apaixona cada vez mais por ela.

## Personagens
Werther - Personagem principal, inspirado em Goethe;
Wilhelm - Wilhelm (Guilherme) é o amigo a quem Werther endereçou as cartas e quem as organizou;
Charlotte (Carlota) - Amada de Werther, noiva de Albert;
Albert (Alberto) - Noivo de Charlotte, foi normalmente contrário aos pensamentos de Werther.

## Traduções brasileiras para o português
- Werther. Trad. Galeão Coutinho. São Paulo: Abril Cultural, 1971. (Os Imortais da Literatura Universal, 8).
- Werther. Trad. João Teodoro Monteiro. Lisboa : Guimarães Editores, 1986 (14.ª ed). (Os livros imortais)
- Os sofrimentos do jovem Werther. Trad. Erlon José Paschoal. Posfácio de Willi Bolle. São Paulo: Clube do Livro, 1988.
- Os sofrimentos do jovem Werther. Prefácio e trad. Marion Fleischer. São Paulo: Martins Fontes, 1994.
- Werther. Adaptação feita por Ângelo A. Stefanovitz. 2. ed. São Paulo: Scipione, 1998. (Série Reencontro).
- Os sofrimentos do jovem Werther. Trad. Erlon José Paschoal. São Paulo: Estação Liberdade, 1999.
- Os sofrimentos do jovem Werther. Trad. Leonardo César Lack. Posfácio de Willi Bolle. São Paulo: Nova Alexandria, 1999.
- Os sofrimentos do jovem Werther. Tradução de Pietro Nassetti. Sumaré/São Paulo: Martin Claret, 2000.
- Os sofrimentos do jovem Werther. Tradução Marcelo Backes. Porto Alegre: L&PM, 2001. (Pocket, 217).
- O sofrimento do jovem Werther. Tradução anônima. Introdução de Oliver Tolle. São Paulo: Hedra, 2006. [Tradução da versão de 1774, enquanto as demais traduções em língua portuguesa são da versão de 1787]
- Os sofrimentos do jovem Werther. Tradução de Claudia Dornbusch. Rio de Janeiro: Antofágica, 2020.
- Os sofrimentos do jovem Werther. Tradução de Mauricio Mendonça Cardozo. São Paulo: Penguin-Companhia, 2021.
- Os sofrimentos do jovem Werther. Tradução de Daniel Martineschen. Porto Alegre: TAG Experiências Literárias, 2022.